# Royal Robbins
Royal Robbins (Point Pleasant, 3 febbraio 1935 – Modesto, 14 marzo 2017) è stato un arrampicatore statunitense.

## Biografia
Fu uno dei pionieri dell'arrampicata americana. Dopo aver imparato ad arrampicare al Tahquitz, fece molte prime ascensioni in numerose big wall dello Yosemite. Come primo precursore dell'arrampicata libera e senza chiodi, Robbins, insieme a Yvon Chouinard, è stato determinante nel cambiare la cultura dell'arrampicata della fine degli anni '60 e dei primi anni '70 incoraggiando l'uso e la conservazione delle caratteristiche naturali della roccia. In seguito divenne un conosciuto kayaker.

### Ascensioni più importanti
- 1957 lato Nordest dell'Half Dome, Yosemite, CA, USA. Prima arrampicata gradata VI grado in America. Con Mike Sherrick e Jerry Gallwas.[1]
- 1961 Salathé Wall, El Capitan, Yosemite, CA, USA. La più dura big-wall gradata VI del mondo al momento della prima ascesa. con Tom Frost e Chuck Pratt.
- 1962 American Direct, Aiguille du Dru, Monte Bianco, Range, Francia. Con Gary Hemming.
- 1963 Direct NW Face dell' Half Dome, Yosemite, CA, USA. Con Dick McCracken.
- 1963 Robbins Route, Monte Proboscis, Logan Mountains, NWT, Canada. Con Jim McCarthy, Layton Kor e Dick McCracken.[2]
- 1964 North America Wall, El Capitan, Yosemite, CA, USA. Con Tom Frost, Chuck Pratt e Yvon Chouinard.
- 1964 North Face, Monte Hooker, Wind River Range, Wyoming, USA. Con Dick McCracken e Charlie Raymond.
- 1964 Danza macabra, Devils Tower, Wyoming, USA.
- 1964 Final Exam, Castle Rock, Boulder, CO, USA. Con Pat Ament.
- 1964 Athlete's Feat, Castle Rock, Boulder, CO, USA.[3]
- 1965 American Direttissima, Aiguille du Dru, monte bianco, Range, France. Con John Harlin.[4]
- 1967 Nutcracker, Yosemite, CA, USA. Una prima via protetta solo da dadi, ora un classico di Yosemite.
- 1967 West Face, El Capitan, Yosemite Valley - Prima ascensione con TM Herbert.[5]
- 1967 North Face, VI 5.9 A3, Mount Geikie, Montagne Rocciose Canadesi, prima ascensione con John Hudson.[6]
- 1967 North Face, Mount Edith Cavell, Canadian Rockies - Prima ascensione solitaria.
- 1968 Muir Wall, El Capitan, Yosemite Valley, CA - Prima ascensione solitaria.
- 1969 Mount Jeffers, Cathedral Spires, Kichatna Mountains, Alaska, USA. Prima ascesa alla cima con Fitschen e Raymond.[7]
- 1969 The Prow, Washington Column, Yosemite, CA, USA. Con Glen Denny.
- 1969 Tis-sa-ack, Half Dome, Yosemite, CA, USA. Con Don Peterson.
- 1970 Arcturus, Half Dome, Yosemite, CA, USA. Con Dick Dorworth.

### Dawn Wall
Nel 1971 Robbins completò la seconda salita con Don Lauria della Dawn Wall su El Capitan, con la (controversa) intenzione di cancellare la via non appena scalata. La loro salita seguì la prima ascesa del 1970, completata da Warren Harding e Dean Caldwell, con un massivo utilizzo di materiale, un metodo che offese Robbins e gli altri sostenitori dell'arrampicata libera. Harding aveva lasciato tutti i suoi bulloni sulla roccia, che Robbins e Lauria usarono per ripetere l'arrampicata. Robbins mentre saliva tagliava le teste dei bulloni già passati. Dopo due tiri, Robbins smise di farlo perché, secondo Lauria, "la qualità dell'arrampicata sugli aiuti era molto più alta di quanto non si fossero mai aspettati da Harding o Caldwell e, naturalmente, si perdeva un sacco di tempo a tagliare tutti quei dannati bulloni. "

### Royal Robbins Clothing
In seguito al suo successo come scalatore, Robbins fondò on omonima società di abbigliamento outdoor con sua moglie Liz Robbins. Royal Robbins, LLC è attualmente di proprietà della Bruckmann, Rosser, Sherrill & Co. (BRS). Liz Robbins è rientrata in azienda nel dicembre 2015 come Senior Advisor.

### Altri successi in arrampicata
- 1952 Open Book, Tahquitz, CA, USA. prima ascensione in libera.
- 1960 The Nose, El Capitan, Yosemite, CA, USA. seconda ascensione.
- 1963 West Face, Leaning Tower, Yosemite, CA, USA. Seconda ascensione e prima big wall dello Yosemite scalata in solitaria (Gradata V UIAA).
- 1968 Muir Wall, El Capitan, Yosemite, CA, USA. prima scalata in solitario di VI grado (e quindi la prima solitaria di El captitan).

### Filosofia dell'arrampicata inAdvanced Rockcraft
Robbins è l'autore di due libri fondamentali, Basic Rockcraft e Advanced Rockcraft, che enfatizzarono le abilità di free climbing e l'etica dell'"arrampicata pulita". In una sezione dell'Advanced Rockcraft chiamata Valori, descrisse la sua filosofia di arrampicata. Per lui "Una prima ascesa è una creazione esattamente come lo è un dipinto o una canzone", e che tracciare una via d'arrampicata potrebbe essere "un atto di brillante creatività". Un altro aspetto creativo di una prima ascensione comprende il rifiuto degli aiuti da parte del leader. Cone le moderne tecnologie di aiuti per l'arrampicata disponibili, una prima ascensione è più artistica se rifiuta consapevolmente l'uso di alcuni ausili per l'arrampicata che non sono essenziali per il successo della salita. Egli pone l'accento sull'utilizzo di attrezzature non distruttive per l'ambiente montano. Si oppone alle arrampicate fatte al di fuori dei costumi accettati di un determinato centro di arrampicata, o allo stile prevalente di un'area. Predilige quelle che chiama "upward variations" (cambiamenti in salita), o completa una scalata usando standard più severi di quelli usati nella prima salita. Secondo Robbins, la decisione di collocare un singolo chiodo è una questione di "enorme importanza" perché "come una singola parola in un poema, può influenzare l'intera composizione".

### Kayak
Nel 1978, Robbins sviluppò l'artrite psoriasica, che gli impedì di arrampicare seriamente. Cominciò invece a fare kayak da avventura, completando le prime discese di fiumi impegnativi dalle alte quote montuose. i suoi primi compagni di kayak furono Doug Tompkins e Reg Lake. Nel 1980, i tre scesero San Joaquin River Gorge dal Devil's Postpile fino al Mammoth Pool Reservoir, 1524 metri più in basso e distante più di 50 km. Nel 1981, portarono i loro kayak sul Mount Whitney Pass a 4200 metri di altezza, nel Sequoia National Park e scesero per quasi 90 km il Kern Trench. In 1983, Robbins discese il Tuolumne River nel parco nazionale di Yosemite da Tuolumne Meadows a Hetch Hetchy Reservoir. era accompagnato da Reg Lake, Chuck Stanley, Lars Holbek, John Armstrong e Richard Montgomery. In seguito sviluppò un interesse nello scendere torrenti più piccoli in kayak durante la loro fase di piena dopo le forti piogge. Il primo di questi progetti fu in maggio del 1984 e era la discesa del Sespe Creek, che corre attraverso Los Padres National Forest. Era insieme a Yvon Chouinard, Reg Lake, John Wasserman e Jackson Frischman. Robbins chiamò questo tipo di escursione "flash boating" (cannotaggio istantaneo), e dopo usò questa tecnica sul Fresno River, sul Chowchilla River e sul ramo centrale del Mokelumne River.